# Красноясыльское сельское поселение
Красноясыльское се́льское поселе́ние — муниципальное образование в Ординском районе Пермского края Российской Федерации.
Административный центр — село Красный Ясыл.

## История
Статус и границы сельского поселения установлены Законом Пермской области от 10 ноября 2004 года № 1749-360 «Об утверждении границ и о наделении статусом муниципальных образований Ординского района Пермской области»

## Население
| 2010  | 2012  | 2013  | 2014  | 2015  | 2016  | 2017  |
| ----- | ----- | ----- | ----- | ----- | ----- | ----- |
| 1983  | ↘1960 | ↘1883 | ↘1852 | ↘1806 | ↘1782 | ↘1731 |
| 2018  | 2019  |       |       |       |       |       |
| ↘1696 | ↘1684 |       |       |       |       |       |

## Состав сельского поселения
| №  | Населённый пункт | Тип населённого пункта       | Население |
| -- | ---------------- | ---------------------------- | --------- |
| 1  | Андреевка        | деревня                      | 64        |
| 2  | Вторые Ключики   | село                         | 427       |
| 3  | Грибаны          | деревня                      | 52        |
| 4  | Губаны           | деревня                      | 2         |
| 5  | Климиха          | деревня                      | 100       |
| 6  | Красный Ясыл     | село, административный центр | 737       |
| 7  | Межовка          | деревня                      | 114       |
| 8  | Опачевка         | село                         | 356       |
| 9  | Павлово          | деревня                      | 44        |
| 10 | Сходская         | деревня                      | 84        |
| 11 | Яковлевка        | деревня                      | 3         |

## Местное самоуправление
Главы сельсовета
- Окунцева Ирина Юрьевна[11]